# Паралово (Гњилане)
Паралово (алб. Parallovë или Parallova) је насеље у општини Гњилане, Косово и Метохија, Република Србија. Налази се на путу између Приштине и Гњилана.

## Порекло становништва по родовима
Подаци из 1931. године:
Српски родови:
- Перићи (5 кућа, славе Св. Никола), досељени у првој половини XVIII века из Житорађа код Владичиног Хана. Живели су мало у Прековцу.
- Милошевићи (3 куће, Св. Никола). Старина и време досељавања као код Перића.
- Дибоковци (7 кућа, Св. Никола). Старина им је у Маревцу код Косовске Каменице. Око 1760. године избегли испред Арбанаса и у Паралову настањени као чифчије.
- Младеновци (6 кућа, Св. Игњат), досељени из Великог Алаша код Липљана после Дибоковаца.
- Живинци (4 куће, Св. Ђорђе Алимпије). Старином су са Косова, одакле су одсељени у северну Србију. У Паралово досељени око 1760. године.
- Стаменковци (7 кућа, Св. Никола), досељени из Ђаковице у Метохији око 1760. године.
- Мечкари или Ђурчићи (1 кућа, Св. Никола), досељени око 1790. године из Зебнице, од рода Ђурчића. Даља старина им је у Тиринцу код Косовске Каменице.
- Мечкаровци (2 куће, Св. Петка), пресељени око 1810. године из Маревца да не би прешли у ислам, на што су их терали Арбанаси. Њиховом претку су Албанци и девојку давали само да се потурчи.
- Дошљаци (6 кућа, Св. Арханђео), досељени из Буковице код Липљана око 1810. године.
- Штрбићи (7 кућа, Св. Никола); пресељени из Грађеника из истоименог рода око 1810. године. Ускоро по досељењу једна кућа овог рода је прешла у ислам.
- Жеглиговићи (2 куће, Св. Ђорђе Алимпије); досељени из Сливова око 1810. године. Старином су из кумановског краја.
- Јакочеви (7 кућа, Св. Арханђео), досељени из Криве Паланке око 1810. године.
- Петковци (5 кућа, Св. Никола), досељени из Зебинца око 1820. године.
- Копиљаци (2 куће, Св. Петка); пресељени око 1860. године из Маревца.
- Цекићи (3 куће, Св. Лука); пресељени око 1860. године из Маревца, због албанског зулума.
- Вучини (2 куће, Св. Никола и Св. Арханђео) су непознате старине. Св. Арханђела су примили као заветину, пошто су пронашли једно од своје изгубљене деце.
- Симићи (1 кућа, Св. Петка) су непознате старине.

Албански мухаџирски родови:
- Досељени из јабланичког и топличког округа 1878. године.

## Становништво
| Демографија | Демографија | Демографија |
| Година      | Становника  | Становника  |
| ----------- | ----------- | ----------- |
| 1948.       | 770         |             |
| 1953.       | 816         |             |
| 1961.       | 937         |             |
| 1971.       | 1.010       |             |
| 1981.       | 990         |             |
| 1991.       | 850         |             |

### Попис2011.
| Попис 2011.‍ | Попис 2011.‍ | Попис 2011.‍ | Попис 2011.‍ | Попис 2011.‍ |
| ----------- | ----------- | ----------- | ----------- | ----------- |
|             |             |             |             |             |
| Срби        | Срби        |             | 126         | 60,87%      |
| Албанци     | Албанци     |             | 81          | 39,13%      |
| укупно: 207 |             |             |             |             |

Сеоска школа „Свети Сава“ има осам ђака. Српско становништво у Паралову чине углавном старији људи. Баве се гајењем воћа и поврћа и живе под константним вербалним претњама, са захтевима да напусте своје домове, уз физичке нападе. Чести су и упади на српске поседе, крађе, сеча шума, на шта тамошња полиција и правосуђе, у случају пријаве, реагују наплаћивањем новчаних казни угроженим Србима, због ремећења јавног реда и мира својим присуством.